# Erwin Hahn
Erwin Hahn (Sharon, 9 giugno 1921 – 20 settembre 2016) è stato un fisico statunitense, noto per i suoi lavori nel campo della risonanza magnetica nucleare, è stato insignito con il Premio Wolf per la fisica nel 1983, per la scoperta del fenomeno dello Spin-Echo.

## Biografia
Professore emerito dal 1991 presso Berkeley, dove ha insegnato dal 1955; nel 1971 viene eletto nell'American Academy of Arts and Sciences.
Ha conseguito la laurea triennale in fisica presso lo Juniata College e la laurea magistrale e il dottorato presso l'Università dell'Illinois.
| Controllo di autorità | VIAF (EN) 20482770 · ISNI (EN) 0000 0000 8205 0845 · LCCN (EN) n91101734 · GND (DE) 119091135 · BNF (FR) cb123813987 (data) · J9U (EN, HE) 987007272562705171 · CONOR.SI (SL) 43942243 |